# Hajime Moriyasu
Hajime Moriyasu, född 23 augusti 1968 i Shizuoka prefektur, Japan, är en japansk fotbollstränare och tidigare spelare. Han är sedan 2018 förbundskapten för Japans landslag.